# Sazonivka, Orjîțea
Sazonivka (în ucraineană Сазонівка) este o comună în raionul Orjîțea, regiunea Poltava, Ucraina, formată numai din satul de reședință.

## Demografie
Componența lingvistică a comunei Sazonivka
     Ucraineană (97,15%)
     Rusă (1,37%)
     Română (1,18%)
     Alte limbi (0,1%)
Conform recensământului din 2001, majoritatea populației comunei Sazonivka era vorbitoare de ucraineană (97,15%), existând în minoritate și vorbitori de rusă (1,37%) și română (1,18%).